# Diogo da Costa Ferreira
Diogo da Costa Ferreira (Enxara do Bispo, 14 de Março) é um criador e artista multidisciplinar português, sendo compositor, escritor, professor e investigador.

## Biografia
Natural de Enxara do Bispo, concelho de Mafra, iniciou os seus estudos musicais no Conservatório de Música D. Dinis, em Odivelas, tendo frequentado os Cursos de Trombone e de Formação Musical.
Estudou Filosofia na Faculdade de Letras da Universidade de Lisboa e na Faculdade de Ciências Sociais e Humanas da Universidade Nova de Lisboa, dedicando-se particularmente à Estética e Filosofia da Arte.
Diplomou-se em Composição na Escola Superior de Música de Lisboa, tendo sido aluno de Carlos Marecos, Carlos Caires, Sérgio Azevedo, António Pinho Vargas, João Madureira, entre outros.
Frequentou o Programa Avançado em Gestão do Património Cultural na Católica Porto Business School, o Mestrado em Estética e Estudos Artísticos na Faculdade de Ciências Sociais e Humanas da Universidade Nova de Lisboa e o Mestrado em Ensino da Música na Escola Superior de Música de Lisboa.
Estudou, também, Psicanálise no Instituto Brasileiro de Psicanálise Winnicottiana (São Paulo, Brasil), sob a coordenação do filósofo Željko Loparić e da psicanalista Elsa Oliveira Dias.

## Música
As suas obras musicais têm sido apresentadas no Teatro Nacional de São Carlos, do Teatro de São Luiz, no Teatro Thalia, no Teatro Helena Sá e Costa, no Teatro-Estúdio Mário Viegas, no Auditório Vianna da Motta, no Festival Música Viva, no Festival OperaFest, entre muitos outros locais.
Tem dedicado a sua investigação e prática artística às problemáticas e desafios da saúde mental, da cidadania e da sustentabilidade, procurando assumir uma abordagem transdisciplinar inclusiva e abrangente.
O seu catálogo inclui música de câmara, música sinfónica, música coral, música para teatro e ópera.
Em 2018, estreou, no Teatro Thalia, sob a sua direcção musical, a sua ópera Multidão, com a encenação de Luís Madureira.
Em 2020, estreou, no Festival OperaFest, a sua ópera Esta Ítaca que não encontro, com a encenação de António Pires e a direcção musical de Rita Castro Blanco (Ensemble mpmp).
Em 2021, estreou sua ópera multimédia Paramos ou Morremos, criada para o Quarteto Contratempus.
A sua obra écho de la penseé venceu o International Composition Award for the Six Historic Organs of Mafra 2021, tendo sido apresentada na Basílica do Palácio Nacional de Mafra e executada nos Seis Órgãos Históricos sob a direcção de João Vaz.
As suas obras são editada pelo Centro de Investigação & Informação da Música Portuguesa (MIC), do qual é membro.

## Literatura
Dedicando-se especialmente à poesia e à literatura infantil, publicou nove obras literárias que se encontram divididas em três colecções:

1. Cadernos experimentais da infância
- Sem mundo (ISBN: 978-989-6365-51-6)
- Lisboa insurgente (ISBN: 978-989-6971-82-3)
- À procura da palavra (ISBN: 978-989-697-281-3)
- Excelso amor perpétuo (ISBN: 978-989-697-281-3)

2. Cadernos de pedagogia ontológica
- Se fosse um pássaro (ISBN: 978-989-51-4278-1)
- A Penélope tem utopias na barriga (ISBN: 978-989-33-0217-0)
- Dizer o medo (ISBN: 978-989-53020-0-0)
- Amanhecer (ISBN: 978-989-53020-1-7)

3. Cadernos de babilónia
- Invius (ISBN: 978-989-20-7879-3)

## Intervenção Social e Comunitária
Nos últimos anos, privilegiando a arte, a cultura e o pensamento crítico como meios de intervenção fundamentais, tem vindo a conceber e a coordenar diversos projectos de intervenção social e comunitária particularmente dirigidos a comunidades socialmente vulneráveis, nomeadamente projectos dedicados à promoção da participação cívica e à capacitação para a cidadania activa, aos processos de empowerment e à inclusão sócio-comunitária.
É Juiz Social Efectivo no Juízo de Família e Menores do Tribunal Judicial de Lisboa.

## Prémios
- Jovens Criadores (Música) (2021) - Atribuído pelo Centro Nacional de Cultura[20][21]
- International Composition Award for the Six Historic Organs of Mafra (2021) - Atribuído pelo Ministério da Cultura/CMM[22]